# Dercas lycorias
'Dercas lycorias é uma pequena borboleta da família Pieridae, isto é, as amarelas e as brancas, que é encontrada na Índia.